# Bergrupsvogel
De bergrupsvogel (Edolisoma montanum synoniem: Coracina montana) is een rupsvogel die endemisch is in de nevelwouden van Nieuw-Guinea.

## Kenmerken
De bergrupsvogel wordt inclusief staart 24 centimeter. Het mannetje is blauwgrijs van boven en zwart van onder. Het vrouwtje is bijna helemaal blauwgrijs met zwart op de staart, vleugels en tussen de snavel en het oog (het 'gezicht'). Het meest opvallend aan deze vogels is het geluid. Het mannetje en het vrouwtje laten een duet horen. Een fluittoon van het mannetje wordt onmiddellijk beantwoord door het vrouwtje met een staccato van in toon aflopende noten. Het zijn luidruchtige vogels die aldus roepend in paren of trio's door de boomkronen op insectenjacht zijn.

## Verspreiding en leefgebied
De bergrupsvogel komt voor in de nevelwouden in de berggebieden van Nieuw-Guinea op een hoogte tussen de 800 en 2400 m boven de zeespiegel. Het is daar een algemeen voorkomende vogel die vooral hoog in de boomkronen verblijft.
De soort telt twee ondersoorten:
- E. m. montanum: westelijk en centraal Nieuw-Guinea.
- E. m. bicinia: noordelijk Nieuw-Guinea.

## Status
De grootte van de populatie is niet gekwantificeerd, maar er is geen aanleiding te veronderstellen dat de soort bedreigd wordt in zijn voortbestaan, daarom staat de bergrupsvogel als niet bedreigd op de Rode Lijst van de IUCN.